# TEFL
TEFL (ang. teaching English as a foreign language, nauczanie języka angielskiego jako języka obcego) dotyczy nauczania języka angielskiego osób, których pierwszym językiem nie jest angielski. Zazwyczaj tacy uczniowie uczą się języka angielskiego na obszarze, gdzie nie jest on używany na co dzień. Z TEFL zazwyczaj możemy się spotkać w kraju ojczystym uczniów w szkołach państwowych lub na lekcjach prywatnych (szkoły językowe, korepetycje). Nauczycielami mogą być native speakerzy lub osoby, dla których angielski nie jest językiem ojczystym. Nauczanie różni się w tych dwóch przypadkach, dlatego w profesji nauczycielskiej znajdziemy dla nich inne nazewnictwo.
Ten artykuł koncentruje się na nauczaniu angielskiego przez native speakerów, pracujących w krajach innych niż anglojęzyczne. Nie jest to najpowszechniejszy sposób nauczania angielskiego na świecie.

## Wymaganekwalifikacje
Osoba zatrudniona w szkole językowej jako nauczyciel języka angielskiego powinna posiadać dyplom ukończenia filologii angielskiej oraz przygotowanie pedagogiczne. Do niektórych szkół językowych przyjmowane są osoby, które posiadają dyplom licencjata z dowolnej specjalności, certyfikat znajomości języka na poziomie C2 oraz ukończony kurs metodyczny. Wiele instytucji organizuje kursy metodyczne zakończone wydaniem certyfikatów, jednak pracodawcy różnie oceniają ich wartość merytoryczną. Do certyfikatów, które zyskały akceptację British Council, należą: CELTA i CertTESOL.
- CELTA jest certyfikatem opracowanym i administrowanym przez Kapitułę Egzaminacyjną Uniwersytetu Cambridge. Można go zdobyć przez uczestnictwo w kursie, który zawiera 100 godzin nauki, 6 godzin prowadzenia lekcji i 8 godzin obserwacji. W ciągu 30 dni egzaminatorzy delegowani przez Kapitułę Egzaminacyjną oceniają teoretyczne i praktyczne przygotowanie kandydatów.

- CertTESOL jest certyfikatem administrowanym przez Kapitułę Egzaminacyjną Trinity College w Londynie(inne języki). Kurs przygotowujący do uzyskania certyfikatu zawiera 130 godzin nauki oraz 6 godzin praktyk nauczycielskich.

Warto zaznaczyć, że również uniwersytety nadają uprawnienia nauczycielskie w zakresie nauczania języka angielskiego w toku studiów licencjackich, magisterskich lub podyplomowych. Uniwersytety organizują też krótsze kursy metodyczne.
Na świecie zaznacza się brak jednolitości co do wymaganych kwalifikacji nauczyciela języka angielskiego jako języka obcego. Co więcej, nawet w jednym kraju pracodawcy nie mają jednolitych oczekiwań odnośnie do merytorycznej strony kwalifikacji nauczyciela. Na przykład niektóre szkoły językowe nie wymagają od kandydatów na nauczyciela certyfikatów metodycznych ani bardzo dobrej znajomości języka. Większość prywatnych szkół językowych zatrudnia tylko tych nauczycieli, którzy posiadają dyplom ukończenia 120-godzinnego kursu metodycznego oraz minimum 6 godzin praktyk pedagogicznych. Niektóre szkoły akceptują każdy certyfikat metodyczny spełniający powyższe kryteria, inne przyjmują kandydatów, posiadających certyfikat wydany przez prestiżowe uniwersytety lub instytucje międzynarodowe. Warto dodać, że pracodawcy niechętnie akceptują dyplomy ukończenia kursów krótszych niż 120-godzinne oraz kursów teleedukacyjnych z uwagi na mniejszą liczbę godzin przeznaczonych na praktyki nauczycielskie. Bardziej prestiżowe szkoły wymagają od nauczycieli uczestnictwa w specjalnych wewnętrznych szkoleniach metodycznych.

## Zarobki i warunki pracy
Zarobki nauczycieli zależą od wykształcenia, doświadczenia, wieku oraz rozwoju ekonomicznego danego kraju. Warto zaznaczyć, że nawet w krajach biedniejszych niższe zarobki mogą wystarczyć, by wieść dostatnie życie.
Również w zawodzie nauczycielskim zdarzają się przypadki łamania praw pracowniczych. Na przykład pracodawca nie respektuje warunków umowy dotyczących liczby godzin pracy lub nie wypłaca pracownikom pensji w określonym w umowie terminie. Nauczyciele zatrudnieni w obcym kraju, nie znający dobrze języka i miejscowego kodeksu pracy miewają problemy z dochodzeniem praw pracowniczych. Problemy z zaadaptowaniem się do nowych warunków bywają często przyczyną wyjazdu.
Aby dowiedzieć się, które szkoły językowe nie przestrzegają zawartych umów o pracę, warto zajrzeć na tak zwane czarne listy. Niektóre szkoły zamieszczone na „czarnych listach”, bojąc się utracić dobry wizerunek, decydują się czasem na przekupienie administratora strony lub wynajęcie osób, których zadaniem jest atakowanie stron zamieszczających negatywne informacje.

### Europa
W wielu miastach Europy Zachodniej istnieje po kilka szkół językowych. Niektóre z nich organizują kursy nie tylko we własnym budynku, ale także w firmach, instytucjach lub domach prywatnych. Dla nauczycieli tam zatrudnionych może stanowić to dodatkową trudność ze względu na konieczność dojazdu.
Proces rekrutacyjny w europejskich szkołach językowych rozpoczyna się we wrześniu, a nauczyciel jest zazwyczaj zatrudniany na okres jednego roku szkolnego, to znaczy od października do czerwca. Większą szansę na zatrudnienie mają kandydaci, którzy posiadają doświadczenie w nauczaniu języka biznesowego lub specjalizują się w pracy z małymi dziećmi.
Jedną z ważniejszych instytucji specjalizujących się w nauczaniu języka angielskiego jest British Council. Nauczyciele tu zatrudnieni wykorzystują brytyjskie materiały dydaktyczne.
Największy odsetek obcokrajowców zatrudnionych jako nauczyciele języka angielskiego stanowią obywatele Wielkiej Brytanii i Irlandii, którzy nie potrzebują pozwolenia na pracę. Mniej nauczycieli pochodzi z krajów spoza Unii Europejskiej, ponieważ opłaty za wizy są wysokie, a pracodawcy niechętnie zwracają poniesione koszty. Obywatele Stanów Zjednoczonych, Kanady i Australii, którzy nie mają większych problemów z uzyskaniem pozwolenia na pracę w krajach Unii Europejskiej, są zatrudniani jako niezależni konsultanci, a ci, którzy posiadają wysokie kwalifikacje metodyczne, znajdują pracę w szkołach międzynarodowych. Amerykańscy i kanadyjscy studenci ostatnich lat studiów pracują w hiszpańskich szkołach publicznych jako nauczyciele asystenci. Za pracę w wymiarze od 12 do 16 godzin tygodniowo otrzymują pensję rzędu 700 euro. Ministerstwo Edukacji opłaca im ponadto koszty wyżywienia i zakwaterowania. W krajach niedawno przyjętych do Unii można zaobserwować większe zapotrzebowanie na nauczycieli języka angielskiego.

### Chiny
W Chinach istnieje wiele możliwości nauki języka w przedszkolach, na uniwersytecie, w szkołach prywatnych i instytutach, firmach oraz na lekcjach prywatnych. Szkoły publiczne są zarządzane przez prowincje oraz Departament Edukacji w Pekinie, podczas gdy szkoły prywatne posiadają większą swobodę przy ustalaniu planu pracy, płac i wymagań. Szkoły publiczne mają zwykle mniejszą liczbę godzin tygodniowo (od 12 do 18) i oferują niskie wynagrodzenie, natomiast szkoły prywatne wymagają ponad 22 godzin tygodniowo, co może wiązać się z wyższymi zarobkami. Wyjątek mogą stanowić przedszkola i szkoły podstawowe, które proszą nauczycieli, by przeprowadzili więcej lekcji, tak jak zrobiliby to nauczyciele chińscy. Większość szkół pokryje część kosztów związanych z podróżą do i z Azji i zazwyczaj opłaci bilet w dwie strony przy rocznym kontrakcie (zazwyczaj 10 m-cy) lub bilet w jedną stronę przy kontrakcie 6-miesięcznym. Szkoły publiczne zwykle płacą również w czasie urlopu, jednak nie w okresie letnim, podczas gdy wiele szkół prywatnych ma skrócony plan dni wolnych i są skłonne zapłacić jedynie za najmniejszą liczbą dni wolnych, jaka jest przeznaczona na urlopy. Szkoły prywatne mogą również wymagać nauczania w weekendy i wieczorami, czego rzadko żądają szkoły publiczne. Zarówno szkoły prywatne, jak i publiczne mogą mieć zajęcia w innym miejscu niż kampus uniwersytecki lub też główna siedziba szkoły, co wymaga dodatkowego czasu na dojazd na zajęcia. Szkoły publiczne zapewniają mieszkanie z podstawowym wyposażeniem. Niektóre szkoły prywatne również to robią, jednak większość nie zapewnia zakwaterowania. Firmy bardzo różnią się od siebie w zależności od liczby pracowników, których chcą wyszkolić, oraz czy chcą zatrudnić nauczyciela na jedne lub dwa zajęcia, czy też na cały etat obejmujący od 14 do 16 godzin tygodniowo. Lekcje prywatne również wyglądają inaczej, gdyż czasami tylko jedna osoba a czasami cała rodzina uczestniczy w zajęciach.
Niektórzy nauczyciele z powodzeniem pracują samodzielnie, łącząc kilka umów za prywatne lekcje, pojedyncze zajęcia akademickie oraz pracę w firmach. Większość nauczycieli akceptuje warunki umów ze szkołami, które w przypadku szkół publicznych są raczej standardowe, podczas gdy szkoły prywatne ustalają swoje własne wymagania. Przeważnie szkoły starają się zatrudniać nauczycieli, którzy są obywatelami krajów anglojęzycznych, ponieważ jednak zapotrzebowanie na nauczycieli jest duże, obywatele pozostałych państw dobrze znający angielski również mogą znaleźć pracę.

### Hongkong
Z powodu osobliwej historii Hongkongu, prowincja traktuje naukę języka angielskiego bardzo poważnie, co wykazało ostatnie badanie sfinansowane ze środków rządowych.

### Japonia
W Japonii Program JET zatrudnia lektorów do pracy w japońskich liceach i szkołach podstawowych. Pozostali nauczyciele pracują w prywatnych szkołach językowych (eikaiwa), z których największe to: Aeon, GEOS i ECC, jednak ta dziedzina nie jest zbyt dobrze uregulowana. Nova, jedna z największych sieci szkół językowych z ponad 900 filiami, upadła w październiku 2007 roku, zostawiając tysiące Amerykanów, Australijczyków i Brytyjczyków bez środków do życia. Pozostali nauczyciele pracują na uniwersytetach. Coraz częściej wykorzystuje się agencje do wysyłania osób znających język angielski do przedszkoli, szkół podstawowych i prywatnych firm, których pracownicy muszą poprawić swoją znajomość angielskiego.

### Korea Południowa
W Korei Południowej jest duże zapotrzebowanie na native speakerów języka angielskiego. Instytucje często opłacają przelot samolotem w dwie strony i zapewniają darmowe mieszkanie.

### Tajwan (Republika Chińska)
Na Tajwanie (Republice Chińskiej) większość nauczycieli pracuje w szkołach językowych znanych lokalnie jako bushibans lub buxibans. Niektóre z nich to filie takich sieci jak Hess i Kojen, pozostałe są prowadzone niezależnie. Miesięczne wynagrodzenie w takich szkołach wynosi około 2 tys. dolarów. Przy wygasaniu kontraktu wszelkie premie pieniężne odpowiadające miesięcznemu wynagrodzeniu nie są ustanowione przez prawo, tak jak w Korei, i nie są częste na Tajwanie.

### Tajlandia
W Tajlandii jest duże zapotrzebowanie na native speakerów języka angielskiego, a państwo zdobywa siłę roboczą w postaci turystów, podróżników i uciekinierów, dla których tamtejszy styl życia wydaje się bardzo atrakcyjny pomimo stosunkowo niskich zarobków.
Ponieważ Tajlandia zabrania obcokrajowcom podejmowania większości prac niewymagających żadnych kwalifikacji, duży odsetek pracujących tam cudzoziemców uczy angielskiego, jako że nie istnieje inny legalny sposób, by się mogli utrzymać, a nauczanie traktują raczej jako możliwość pobytu, niż świadomy wybór tego zawodu.
Do niedawna Tajlandia miała światową opinię kraju, w którym znalezienie pracy nauczyciela było stosunkowo łatwe dla każdego native speakera języka angielskiego, ubiegającego się o taką pracę, a rekrutacja pracowników była słabo uregulowana. Jednakże gdy w 2006 roku odkryto, że John Mark Karr, człowiek aresztowany w związku z zabójstwem JonBenét Ramsey (po czym wypuszczony na wolność i oczyszczony z zarzutów), przed deportacją do USA pracował w szkole w Bangkoku, wzięto tę profesję pod lupę, co przyczyniło się do rozprawienia się przez tajskie władze ze szkołami zatrudniającymi nielegalnych pracowników, a regulacje dotyczące wiz i pozwoleń na pracę zostały zaostrzone. To jednak ułatwiło legalnym pracownikom otrzymanie wiz w kraju. W podobnym przypadku Brytyjczyk, Sean McMahon, został zatrzymany w Bangkoku pod zarzutem gwałtu na nieletnich w styczniu 2007 roku, po tym jak uciekł z Wielkiej Brytanii za kaucją. Wcześniej uczył przez kilka lat angielskiego w szkole z Bangkoku.
Niektóre strony internetowe dla nauczycieli, jak np. Ajarn.com, Sataban.com, pobierają rzekomo opłaty za wypełnianie kursów TEFL i wykorzystywanie ich forów, by zwabić chętnych do podjęcia kursów, które są bezwartościowe. Ajarn.com nie spełniło wymagań Federalnej Komisji Handlu.

### Problemy
Bez względu na to, czy uczy się żeby podróżować, czy też podróżuje się, żeby nauczać, nauczanie języka angielskiego niesie ze sobą problemy. Na przykład jednym z problemów rozpoczynających pracę nauczycieli jest kwestia integracji kulturowej. Pomimo psychicznego przygotowania, szok kulturowy może wpłynąć niekorzystnie na efektywność pracy. Czynniki takie jak bariera językowa, różnice kulturowe i religijne, infrastruktura finansowa, klimat, administracja, dostęp do opieki medycznej, czy jakość jedzenia, stanowią również potencjalne problemy.
Wielu nauczycieli języka angielskiego, dla których nauczanie jest stałą pracą, ma obawy związane z odkładaniem oszczędności oraz uzyskaniem bezpiecznej emerytury.

## Metody nauczania

### Nauczanie czytania
Metoda nauczania czytania, wykorzystująca literaturę dla dzieci i młodzieży zyskuje coraz większą popularność. Zarówno literatura dla dzieci, jak i młodzieży jest uproszczona (jest ona publikowana przez wszystkie większe wydawnictwa) i, w przeciwieństwie do literatury dla dorosłych, jest napisana językiem angielskim życia codziennego. Szczególnie literatura dziecięca uczy wymowy poprzez wykorzystanie rymów i gry słów. Jedną z metod wykorzystania literatury dziecięcej jest „metoda wielokrotnego czytania”. Nauczyciel czyta książkę, często zatrzymując się w celu objaśnienia słownictwa. Za drugim razem nauczyciel czyta książkę bez zatrzymywania.

### Metoda komunikacyjna
Metoda komunikacyjna jest podejściem do nauczania języków obcych, w którym rozwinięcie sprawności mówienia jest zarówno środkiem, jak i celem. Pomimo wielu głosów sprzeciwu, jest ona ciągle popularna szczególnie w Japonii, na Tajwanie i w Europie. Metoda zadaniowa jest jedną z technik metody komunikacyjnej, która zyskuje popularność w ostatnich latach.

### Nauczanie mieszane
Nauczanie mieszane (blended learning) jest połączeniem tradycyjnego nauczania z nauczaniem internetowym. Może ono być stosowane dzięki powstaniu Wirtualnego Środowiska Nauczania (Virtual Learning Environment VLE).
Nauczanie języka angielskiego stało się bardziej efektywne od momentu powstania pięć lat temu Wirtualnego Środowiska Nauczania. Wyróżnia się dwa typy Wirtualnego Środowiska Nauczania: zewnętrzne platformy teleedukacyjne, na które wysyłane są przez szkołę lub instytucję materiały (typowym przykładem są narzędzia kursu internetowego lub darmowa platforma teleedukacyjna Moodle), lub wewnętrzne platformy teleedukacyjne należące do danej szkoły lub instytucji (na przykład, platforma teleedukacyjna wydawnictwa Macmillan).
Różnica pomiędzy wymienionymi wyżej dwoma typami Wirtualnego Środowiska Nauczania polega na tym, że wewnętrzne platformy teleedukacyjne są własnością danej szkoły lub instytucji i bezpośrednio wspierają proces nauczania. Oznacza to, że nauczyciele mogą uzupełniać prowadzony przez nich kurs o dodatkowe materiały internetowe (znajdujące się na platformie teleedukacyjnej) takie jak gry, ćwiczenia rozwijające sprawność rozumienia ze słuchu, ćwiczenia gramatyczne. Mają one zastosowanie zarówno na zajęciach, jak również mogą być wykorzystywane do samodzielnej pracy w domu lub w kawiarence internetowej.